# Ancylometes terrenus
Ancylometes terrenus là một loài nhện trong họ Ctenidae.
Loài này thuộc chi Ancylometes. Ancylometes terrenus được miêu tả năm 2000 bởi Höfer & Antonio D. Brescovit.